# Richard W. Thompson
Pour les articles homonymes, voir Richard Thompson (homonymie) et Thompson.
Richard Wigginton Thompson, né le 9 juin 1809 dans le comté de Culpeper (Virginie) et mort le 9 février 1900 à Terre Haute (Indiana), est un homme politique américain. Membre du Parti whig puis du Parti républicain, il est représentant de l'Indiana entre 1841 et 1843 puis entre 1847 et 1849, et secrétaire à la Marine entre 1877 et 1880 dans l'administration du président Rutherford B. Hayes.

## Hommage
Le navire USS Thompson (DD-305) (en) a été nommé en son honneur.